# رستم شاریپوف
رستم شاریپوف (به انگلیسی: Rustam Sharipov) ژیمناست زادهٔ ۲ ژوئن ۱۹۷۱ میلادی اهل کشور اوکراین است.